# 生化危机 浣熊市行动
《生化危机：浣熊市行动》是一款由Slant Six Games和卡普空共同开发，用于Microsoft Windows、PlayStation 3和Xbox 360的第三人称射击游戏。遊戲于2012年3月20日发售于北美，22日发售于澳大利亚23日发售于欧洲，4月26日发售于日本。5月卡普空宣布该作销量超过两百万份，是一部很成功的游戏，但开发公司却认为一些批评“很值得深思”。

## 遊戲特色
故事設定在《生化危机2》和《生化危机3》的1998年9月，浣熊市爆發感染T病毒的時期。遊戲以小隊團體行動為主軸，玩家可選擇保護傘公司的傭兵特種部隊「U.S.S.（Umbrella Security Service）」，或是由美國政府派出鎮壓疫情的「SPEC OPS美軍特種部隊」，四人為一小隊在病毒蔓延的浣熊市中合作前進來完成任務。遊戲的背景約莫與二代及三代同時，所以玩家也能在遊戲中見到二代的主角－里昂和克蕾兒，及三代的主角吉兒和卡洛斯登場，經典敵人角色如暴君T-103也會出現。另外也導入了經驗值成長系統，取得XP數值可讓角色獲得新能力。
由於本作為《惡靈古堡系列》的外傳，在本作中允許讓玩家改變惡靈古堡的歷史，玩家不但有機會與系列作熟悉的人物相遇互動，甚至還能殺死他們。

## 遊戲模式
故事模式（Campaign）
本作的主要故事模式，透過另一面向來了解浣熊市事件的內幕。玩家可以選擇單人搭配NPC來進行遊戲，或是連線與其他玩家進行Co-op遊玩。
團隊死鬥模式（Team Attack）
由玩家各自分成「U.S.S.」、「SPEC OPS」進行對戰，人數最大上限為每隊4人，合計共8人，在一張地圖裡與殭屍和各種敵人廝殺，最終得分較高一隊為勝。
生化災害模式（Biohazard）
即一般射擊遊戲當中常見的搶旗模式，取而代之的是搶病毒疫苗。
英雄模式（Heroes）
玩法與團隊死鬥模式差不多，但玩家扮演的是《生化危機2》和《生化危機3》角色，而其中一隊玩家的《惡靈古堡2》和《惡靈古堡3》角色如全部被殺一次或以上即視為失敗。
生存模式（Survivor）
玩法與團隊死鬥模式或英雄模式差不多，此模式四名玩家一開始必須團結抗敵隊，撐過直升機來救援的倒數時間。但等直升機抵達時，卻因為「座位不夠」，而四名玩家又必須爭先登機。

## 登場角色

### 保護傘特種部隊－戴爾塔隊
本作的戴爾塔隊（Delta Team）是臨時編出來的新隊伍，但每個成員都訓練有素，隊員可說是萬中挑一，毫無任何感情，以達成任務為唯一目標並不擇手段，被稱為「狼群小隊」（Wolf Pack）。此隊伍唯一指令是保護保護傘公司利益並徹底排除對損害公司利益的對象，保護傘公司內部只限制行政主席和極少數特殊委員知道的超級秘密特種部隊。
帶菌者（Vector，配音：中村悠一/Andrew Kishino）
偵察兵，男性。部隊的特務，個人資料都被公司嚴密的隱匿著。所有相關資料、經歷都是一團迷，其武術如同藝術一般，明顯受過嚴格的日本武術訓練。過去曾在漢克（HUNK）的手下訓練、執行任務，非常尊敬漢克並視他為恩師。
路波（Lupo，配音：勝生真沙子/Nika Futterman）
隊長兼突擊兵，女性。前法國特種部隊隊員，退役後卻找不到普通工作，再加上她的本能非常強烈，且流著士兵的血液，最後還是促使她回歸殺手類的工作。保護傘公司看中了她的精神力及經驗，將她拉攏進公司。為狼群小隊的隊長，以豐富的經驗及技術就像狼的首領一樣帶領導著隊員。
柏莎（Bertha，配音：澤海陽子/Lydia Look）
醫務兵，女性。能對人體做最大限度的治療，並且能激發並維持人體的潛能，醫術相當高明卻毫無醫德。治療患者時，她會詳細記載患者感受到多大的痛苦，她認為讓人害怕受傷是她的職責，因此在治療患者時完全不使用麻醉藥。而這種擁有高明技術，卻又缺乏道德觀和感情的特性，正是保護傘公司之所以招募她的主因。
幽靈（Spectre，配音：山口登/David Cooley）
狙擊手，男性。曾於前蘇聯KGB情報部門工作，經常接觸大量機密情報，卻因一己私慾而向黑手黨出賣國家機密，最終遭到揭穿而開始逃亡生涯。保護傘公司相當看重他的監視技術跟情報網，因此設法找到他的藏身處後便將其招募入隊。
環路（Beltway，配音：齊藤次郎/Ramon Fernandez）
工兵，男性。環路從小就喜歡惡作劇，但其玩笑卻隨著年齡的增長而變得越來越過頭，有時甚至會使對象感到痛苦。之後開始對爆破感興趣，並被能夠取得爆破物的軍隊所吸引而自願從軍工作，但是他惡作劇的壞習慣卻一點都沒有改善，最後被軍事法庭判定除隊。而他的技術及同情心的欠缺，卻完美的符合保護傘公司的入隊標準。
四眼（Four Eyes，配音：尤加奈/杨时贤（Gwendoline Yeo））
科學家，女性。年幼時就開始專精於研究科學，因此她並沒有像一般人一樣在社會中生活的能力。對她來說，人類只是繁殖能力高的生物，已經完全剝離了正常人類的感情，她深愛的只有病毒學而已。四眼不像其他隊員，她是自願加入保護傘公司的，因為這裡能夠帶給她更大的科學視野，運用公司最先進的病毒技術，且能研究世界各地最毒、最稀有的病原菌。

### 美軍特種部隊－回音6號隊
美國政府的機密任務執行部隊回音6號隊（Echo-6），成員大多數都擁有軍事經驗，並接受大量的訓練。此次事件中，為了保護握有病毒爆發相關證據、得知內情的重要人物而出動來到浣熊市。
迪艾（Dee-Ay，配音：喜山茂雄/Robin Atkin Downes）
隊長兼突擊兵，男性。是個以軍職為生的忠誠士兵，對隊裡的每個人都真誠尊敬。因擁有輝煌的戰績而被高層相中加入特種部隊，是小隊中的領導人物。不僅戰鬥能力優秀、擁有強烈正義感，而且處理事情冷靜沉著，非常值得信賴。其代號Dee-Ay為「不問，不說」政策英文縮寫（DA）的諧音，暗示了他傾心男性。
派對女（Party Girl，配音：慶長佑香/Catherine Taber）
狙擊手，女性。出身於南卡羅來納州，對自己的魅力與身形深具信心，在游泳池畔總是吸引大批男士的目光。同時，她認為自己百步穿楊的神準槍法不會輸給其他人。但是為何這麼年輕就擁有這樣的技術，這點本人始終沒有解釋，隊裡也沒有人知道。
哈利（Harley，配音：楠見尚己/Gregg Berger）
醫務兵，男性。留著大鬍子，雙手上都刺有刺青，是個喜好喝酒的中年男子。父親是走在法律邊緣的暴走族，所以從小就是在修道院或車上度日，後來因為犯罪被逮而選擇加入軍隊來換取免除服刑。在一次作戰中被軍隊的軍醫救回一命，從此也成為軍隊中的醫療人員。
特威（Tweed，配音：宇乃音亞季/Tess Masters）
工兵，女性。反應很快、能言善道，但說話惡毒，有時無意間會刺痛別人。曾經是英國的秘密情報人員，但在一次極密任務中受傷，因而退出。由於她的戰績在情報機關裡得到很高的評價，所以美國政府的特殊部隊特別網羅她進入SPEC OPS。
蕭納（Shona，配音：船木真人/Rebecca Riedy）
科學家，男性。生長於辛巴威，跟著疾病學者的父親做過伊波拉病毒、愛滋、傷寒、霍亂、以及抗藥性金黃葡萄球菌的研究。在大學醫學院畢業之後，卻選擇從軍。因為目睹太多死亡的關係，面上看起來總是安靜且帶著憂傷。
柳樹（Willow，配音：小池亞希子/Imari Williams）
偵察兵，女性。來自蒙大拿州的克里族原住民，成長於北美中部山區的印第安保留區。長居深山加上保持印地安人的傳統游獵習慣，令她練就一身越野及匿蹤本領。加入特種部隊後表現優異，但完美主義個性的她，仍然每天持續不斷對自己的技能進行磨練。

### 英雄角色
英雄模式的角色皆來自《生化危機2》和《生化危機3》。

#### SPEC OPS

SPEC OPS 陣營

里昂·S·甘乃迪（Leon S. Kennedy，配音：森川智之/Christian Lanz）
第一天前往浣熊市赴任的菜鳥警官，隸屬浣熊市特種警員之一，雖然缺乏實戰經驗，但是憑藉著年輕有充沛的精力與行動力生存，並從中發現不少保護傘公司犯罪的證據。
克蕾兒·雷德菲爾（Claire Redfield，配音：甲斐田裕子/Alyson Court）

為了找尋斷了音訊的哥哥克里斯而來到浣熊市，其不屈服的個性使她能面對各種問題，各種狀況處理起來大膽且獨立。
吉兒·范倫廷（Jill Valentine，配音：湯屋敦子/Michelle Ruff）
洋館事件的生還者之一。為了揭開保護傘公司所隱藏的真相而來到浣熊市。身心都很堅強的戰鬥者。
卡洛斯·奧利維拉（Carlos Oliveira，配音：安元洋貴/Gideon Emery）
U.B.C.S.隊員，目的是進入浣熊市搜救生還者。為了拯救朋友可以賭上自己的性命。

#### U.S.S.

U.S.S. 陣營

尼可來·吉諾比耶夫（Nicholai Ginovaef，配音：三宅健太/Rick Wasserman）
U.B.C.S. D隊B組指揮官。曾加入各種軍隊並參加過各種秘密任務，是個擁有優秀能力的士兵，但每項任務都只有他一個人生還，這一點令人匪夷所思。
孤狼（Lone Wolf，配音：井上剛/Jon Curry）
U.S.S.部隊中相當具有價值的成員之一，是個創造許多傳說的傳奇直升機駕駛員。具有傑出的槍械技能，並且能完美執行作戰計畫。
艾達·王（Ada Wong，配音：皆川純子/Courtenay Taylor）
潛入浣熊市的女間諜，各種困境她都可以冷靜面對，不會影響到她的專業。
漢克（HUNK，配音：寺杣昌紀/Keith Silverstein）
U.S.S. A隊（Alpha Team）的隊長。保護傘公司過去展開的各種最嚴酷困難的任務，每個任務都是九死一生，但他都是唯一的生存者，因此有了「死神（Mr. Death）」的稱號。

#### 其他
雪莉·柏金（Sherry Burkin，配音：金元寿子/Eden Riegel）
保護傘科學家威廉·柏金的女儿。